# ピエール・コーニッグ

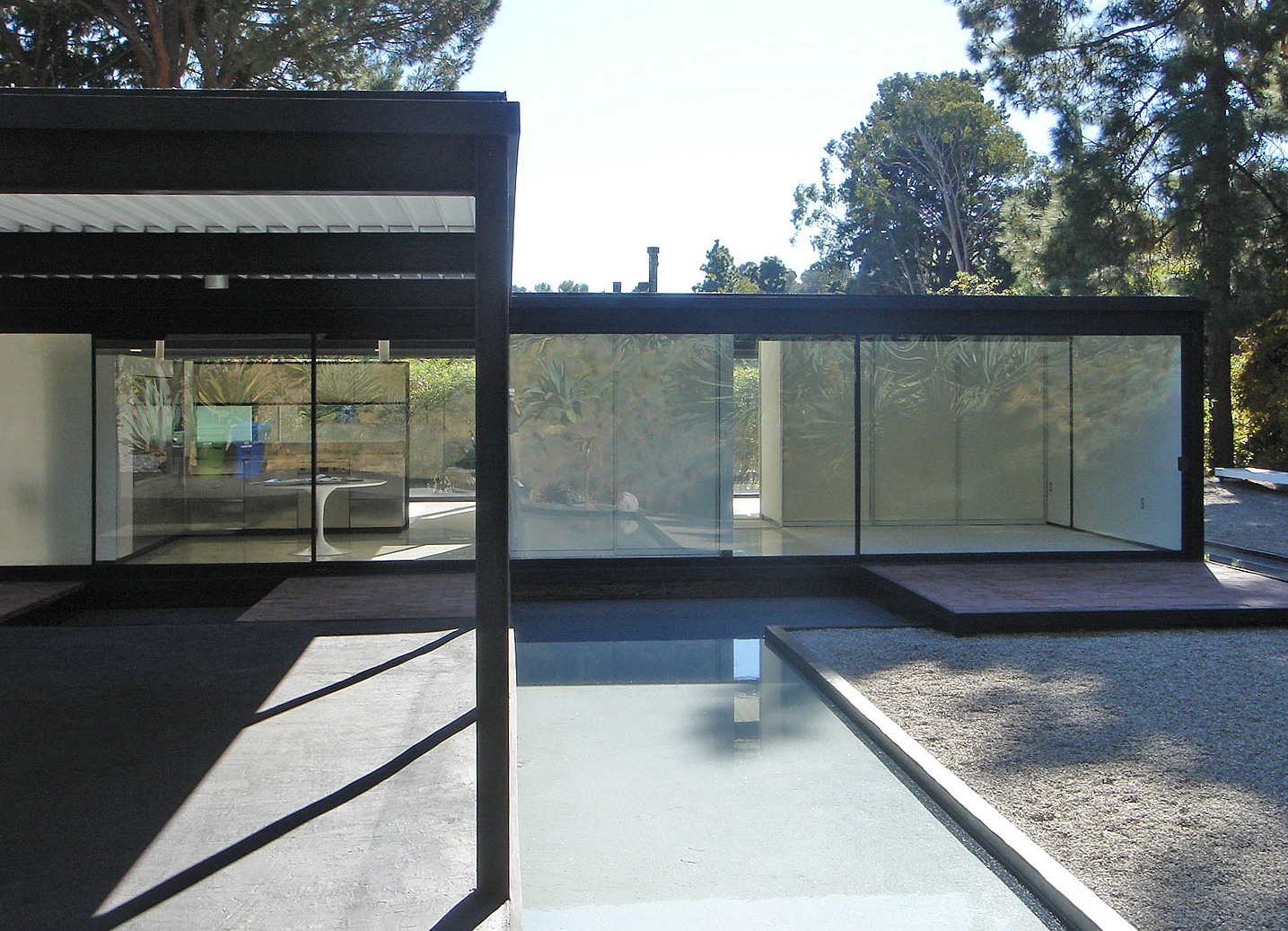
ケース・スタディ・ハウスNo.21 ベイリー邸

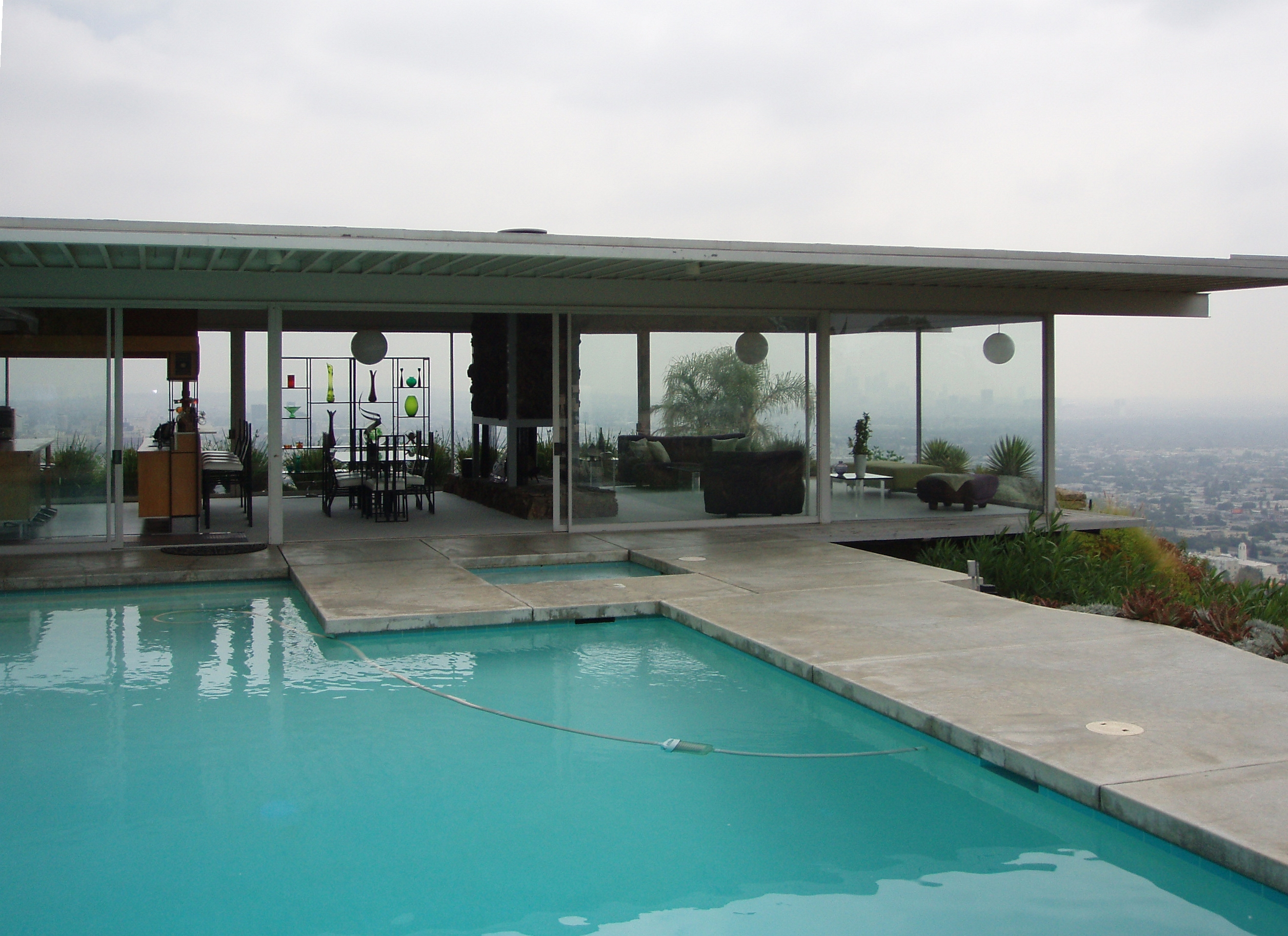
ケース・スタディ・ハウスNo.22 スタール邸。1959年竣工。2013年にアメリカ合衆国国家歴史登録財に指定

ピエール・コーニッグ（Pierre Koenig, 1925年10月17日 - 2004年4月4日）は、アメリカ合衆国の建築家である。

## 生涯
サンフランシスコ生まれ。幼少期から港に停泊している船などの鉄製の構造物に強い関心を示す。1952年に南カリフォルニア大学にて建築学の学士号を取得する以前から、ラファエル・ソリアーノ、エドワード・フィケット、キストナー、ライト・アンド・ライト、ジョーンズ・アンド・エモンズの各事務所で見習いを開始。南カルフォルニア大在学中の1950年には、ガラスと鉄からなる最初の作品（自邸）を送り出している。卒業後は独立。アメリカ西海岸を主な活躍の場とし、鉄骨造の住宅を多く手がけた。1960年代以降、母校である南カルフォルニア大学をはじめ各地で教鞭をとり、数多くの講義、講演を行った。

## 代表作
- ケース・スタディ・ハウスNo.21　ベイリー邸　1956-1958年
- ケース・スタディ・ハウスNo.22　スタール邸　1960年

どちらの作品も、他の方法では建設不可能と思わせるほどに、険しい立地の上に建っている。ロサンゼルス現代美術館にて1989-1990年に開かれた展覧会「モダンリビングへの青写真、ケース･スタディ･ハウス・プログラムの歴史と伝説」においては、No.22の実物大模型が展示された。